# Человек-макинтош
«Человек-Макинтош» (англ. The MacKintosh Man, другое название «Человек Макинтоша») — британо-американский триллер режиссёра Джона Хьюстона по роману Десмонда Бэгли «Западня свободы» (1971, англ. The Freedom Trap). Премьера фильма состоялась 25 июля 1973 года в США.

## Сюжет
Джозеф Рирден (Пол Ньюман), британский секретный агент, получает задание от Макинтоша (Гарри Эндрюс) сыграть роль грабителя. Попавшись при попытке ограбления, он отправляется в тюрьму, где знакомится со Слейдом (Иэн Бэннен), осуждённым советским шпионом. Они совершают побег, организованный таинственной группой под названием «Беглецы» (англ. Scarperers). Рирден попадает в Ирландию, где ему необходимо вступить в ряды «Беглецов», собрать информацию об их главаре сэре Джордже Уилере (Джеймс Мэйсон) и разоблачить его как советского шпиона.

## В ролях
- Пол Ньюман — Джозеф Рирден
- Доминик Санда — миссис Смит
- Джеймс Мэйсон — сэр Джордж Уилер
- Гарри Эндрюс — Макинтош
- Иэн Бэннен — Слейд
- Майкл Хордерн — Браун
- Найджел Патрик — Соумс-Тревелян
- Питер Вон — Брунскилл
- Роланд Калвер — судья
- Перси Херберт — Таафе
- Роберт Лэнг — Джек Саммерс
- Дженни Ранакр — Герда
- Джон Биндон — франт (англ. Buster)
- Хью Маннинг — прокурор
- Вольф Моррис — комиссар полиции Мальты
- Ноэль Пёрселл — О’Донован
- Дональд Уэбстер — Джервис
- Кит Белл — Палмер
- Найолл МакДжиннис — надзиратель (англ. Warder)
- Эдди Бирн — рыбак (англ. Fisherman)
- Шейн Брайант — Кокс
- Майкл Пул — мистер Бойд
- Эрик Мэйсон — почтальон
- Рональд Кларк — сопровождающий
- Энтони Виккарс — торговец
- Динни Пауэлл — Янг (англ. Young)
- Даг Робинсон — Донахо
- Джек Купер — мотоциклист
- Марк Бойл — мотоциклист

## Съёмочная группа
- Режиссёр-постановщик: Джон Хьюстон
- Сценарист: Уолтер Хилл, Уильям Фэйрчайлд (нет в титрах)
- Продюсер: Джон Форман
- Композитор: Морис Жарр
- Оператор: Освальд Моррис
- Монтажёр: Расселл Ллойд
- Художник-постановщик: Теренс Марш
- Гримёры: Джордж Фрост, Хью Ричардс
- Звукорежиссёры: Бэзил Фентон-Смит, Лесли Ходжсон, Джерри Хамфрис, Дон Шарп, Питер Дебуа, Терри Шарратт
- Спецэффекты: Рон Боллингер, Клифф Ричардсон
- Дирижёр: Морис Жарр